# Strzyżyna
Strzyżyna – wieś sołecka w Polsce położona w województwie mazowieckim, w powiecie kozienickim, w gminie Grabów nad Pilicą.
| SIMC    | Nazwa | Rodzaj    |
| ------- | ----- | --------- |
| 0621995 | Gać   | część wsi |

W latach 1975–1998 miejscowość administracyjnie należała do województwa radomskiego.
W latach 1987–2009 w strzyżyńskim Ośrodku Szkoleniowo-Rehabilitacyjnym Instytutu Psychiatrii i Neurologii z Warszawy prowadzona była terapia osób uzależnionych od alkoholu oraz ich rodzin.
Wierni kościoła rzymskokatolickiego należą do parafii Świętej Trójcy w Grabowie nad Pilicą lub do parafii Matki Bożej Częstochowskiej w Bożem.